# Prioziórnoie (Sakhalín)
|  | Per a altres significats, vegeu «Prioziórnoie». |

Prioziórnoie (en rus: Приозёрное) és un poble de l'óblast de Sakhalín, a l'Extrem Orient de Rússia, que el 2013 no tenia cap habitant. Pertany al districte d'Uglegorsk.